# Jaú do Tocantins
Jaú do Tocantins is een gemeente in de Braziliaanse deelstaat Tocantins. De gemeente telt 3.983 inwoners (schatting 2009).